# Kai Wagner
Kai Wagner (Geislingen an der Steige, Baden-Wurtemberg, Alemania; 15 de febrero de 1997) es un futbolista alemán. Juega de lateral por la izquierda y su equipo actual es el Philadelphia Union de la Major League Soccer.

## Estadísticas
Actualizado al último partido disputado el 25 de octubre de 2019.
| Club                              | Div.          | Temporada     | Liga  | Liga  | Copas nacionales | Copas nacionales | Copas internacionales | Copas internacionales | Total | Total |
| Club                              | Div.          | Temporada     | Part. | Goles | Part.            | Goles            | Part.                 | Goles                 | Part. | Goles |
| --------------------------------- | ------------- | ------------- | ----- | ----- | ---------------- | ---------------- | --------------------- | --------------------- | ----- | ----- |
| Schalke 04 II · Alemania          |               |               |       |       |                  |                  |                       |                       |       |       |
| 4.ª                               | 2016-17       | 33            | 0     | -     | -                | -                | -                     | 33                    | 0     |       |
| Total club                        | Total club    | 33            | 0     | 0     | 0                | 0                | 0                     | 33                    | 0     |       |
| Würzburger Kickers · Alemania     |               |               |       |       |                  |                  |                       |                       |       |       |
| 3.ª                               | 2017-18       | 27            | 0     | 0     | 0                | -                | -                     | 27                    | 0     |       |
| 3.ª                               | 2018-19       | 13            | 0     | 0     | 0                | -                | -                     | 13                    | 0     |       |
| Total club                        | Total club    | 40            | 0     | 0     | 0                | 0                | 0                     | 40                    | 0     |       |
| Philadelphia Union Estados Unidos |               |               |       |       |                  |                  |                       |                       |       |       |
| 1.ª                               | 2019          | 32            | 0     | -     | -                | -                | -                     | 32                    | 0     |       |
| 1.ª                               | 2020          | 0             | 0     | -     | -                | -                | -                     | 0                     | 0     |       |
| Total club                        | Total club    | 32            | 0     | 0     | 0                | 0                | 0                     | 32                    | 0     |       |
| Total carrera                     | Total carrera | Total carrera | 105   | 0     | 0                | 0                | 0                     | 0                     | 105   | 0     |